# Kevin Arroyo
Kevin Andrés Arroyo Lastra (n. Guayaquil, Ecuador; 5 de julio de 1994) es un futbolista ecuatoriano. Juega de centrocampista.

## Trayectoria
Se inició en las inferiores del Emelec, para luego jugar por el Rocafuerte Fútbol Club también en las categorías inferiores. 
En el 2017 juega por Liga de Portoviejo de la Serie B de Ecuador, pero a mediados de ese mismo año vuelve al Rocafuerte Fútbol Club y luego a Toreros.
En 2019 es contratado como nuevo jugador de Emelec. Sin embargo a mediados de ese mismo año es fichado por Aucas hasta el final de la temporada.
Para el 2020 obtiene su primera experiencia internacional al ser fichado por el Rio Branco de Brasil con el cual disputó el Campeonato Paranaense, en un total de 4 partidos. Pero en el mes de noviembre es confirmado como nuevo refuerzo de Liga de Portoviejo para lo que resta de la temporada.
El primer semestre de 2021 volvió al Rio Branco de Brasil y en junio de 2021 regresó a Liga de Portoviejo de la Serie B.

## Estadísticas

### Clubes
Actualizado al último partido disputado el 8 de octubre de 2022.
| Club                             | Div.          | Temporada     | Liga  | Liga  | Copas nacionales | Copas nacionales | Copas internacionales | Copas internacionales | Total | Total |
| Club                             | Div.          | Temporada     | Part. | Goles | Part.            | Goles            | Part.                 | Goles                 | Part. | Goles |
| -------------------------------- | ------------- | ------------- | ----- | ----- | ---------------- | ---------------- | --------------------- | --------------------- | ----- | ----- |
| Rocafuerte F. C. · Ecuador       | 2.ª           | 2011          | 2     | 0     | —                | —                | —                     | —                     | 2     | 0     |
| Rocafuerte F. C. · Ecuador       | 2.ª           | 2012          | 8     | 0     | —                | —                | —                     | —                     | 8     | 0     |
| Rocafuerte F. C. · Ecuador       | 3.ª           | 2014          | 7     | 1     | —                | —                | —                     | —                     | 7     | 1     |
| Rocafuerte F. C. · Ecuador       | 3.ª           | 2015          | 7     | 3     | —                | —                | —                     | —                     | 7     | 3     |
| Liga de Portoviejo · Ecuador     | 2.ª           | 2016          | 37    | 1     | —                | —                | —                     | —                     | 37    | 1     |
| Rocafuerte F. C. · Ecuador       | 3.ª           | 2017          | 24    | 5     | —                | —                | —                     | —                     | 24    | 5     |
| Rocafuerte F. C. · Ecuador       | Total club    | Total club    | 48    | 9     | 0                | 0                | 0                     | 0                     | 48    | 9     |
| Toreros F. C. · Ecuador          | 3.ª           | 2018          | 26    | 7     | 4                | 0                | —                     | —                     | 30    | 7     |
| Toreros F. C. · Ecuador          | Total club    | Total club    | 26    | 7     | 4                | 0                | 0                     | 0                     | 30    | 7     |
| Emelec · Ecuador                 | 1.ª           | 2019          | 3     | 0     | 1                | 0                | 0                     | 0                     | 4     | 0     |
| Emelec · Ecuador                 | Total club    | Total club    | 3     | 0     | 1                | 0                | 0                     | 0                     | 4     | 0     |
| Aucas · Ecuador                  | 1.ª           | 2019          | 5     | 0     | 0                | 0                | —                     | —                     | 5     | 0     |
| Aucas · Ecuador                  | Total club    | Total club    | 5     | 0     | 0                | 0                | 0                     | 0                     | 5     | 0     |
| Rio Branco · Brasil              | 4.ª           | 2020          | 4     | 0     | 0                | 0                | —                     | —                     | 4     | 0     |
| Liga de Portoviejo · Ecuador     | 1.ª           | 2020          | 10    | 0     | —                | —                | —                     | —                     | 10    | 0     |
| Rio Branco · Brasil              | 4.ª           | 2021          | 7     | 0     | 0                | 0                | —                     | —                     | 7     | 0     |
| Rio Branco · Brasil              | Total club    | Total club    | 11    | 0     | 0                | 0                | 0                     | 0                     | 11    | 0     |
| Liga de Portoviejo · Ecuador     | 1.ª           | 2021          | 8     | 2     | —                | —                | —                     | —                     | 8     | 2     |
| Liga de Portoviejo · Ecuador     | Total club    | Total club    | 55    | 3     | 0                | 0                | 0                     | 0                     | 55    | 3     |
| Atlético Santo Domingo · Ecuador | 2.ª           | 2022          | 11    | 0     | 2                | 0                | —                     | —                     | 13    | 0     |
| Atlético Santo Domingo · Ecuador | Total club    | Total club    | 11    | 0     | 2                | 0                | 0                     | 0                     | 13    | 0     |
| 9 de Octubre F. C. · Ecuador     | 1.ª           | 2022          | 7     | 0     | 5                | 0                | 0                     | 0                     | 12    | 0     |
| 9 de Octubre F. C. · Ecuador     | Total club    | Total club    | 7     | 0     | 5                | 0                | 0                     | 0                     | 12    | 0     |
| El Nacional · Ecuador            | 1.ª           | 2023          | 0     | 0     | 0                | 0                | 0                     | 0                     | 0     | 0     |
| El Nacional · Ecuador            | Total club    | Total club    | 0     | 0     | 0                | 0                | 0                     | 0                     | 0     | 0     |
| Total carrera                    | Total carrera | Total carrera | 166   | 19    | 12               | 0                | 0                     | 0                     | 178   | 19    |

1. ↑  Incluye datos de la Copa Ecuador (2018-act.).

## Palmarés

### Campeonatos provinciales
| Título                       | Club          | Año  |
| ---------------------------- | ------------- | ---- |
| Segunda Categoría del Guayas | Toreros F. C. | 2018 |